# باشگاه فوتبال فورتونا دوسلدورف
فورتونا دوسلدورف (به انگلیسی: Fortuna Düsseldorf) یک تیم فوتبال حرفه‌ای آلمان واقع در شهر دوسلدورف، استان نوردراین-وستفالن است. این باشگاه در سال ۱۸۹۵ میلادی تأسیس و در سال ۱۹۱۳ وارد لیگ حرفه‌ای شد. این تیم در حال حاضر در لیگ بوندسلیگا 2 آلمان بازی می‌کند.

## افتخارات
بوندسلیگا آلمان
- ۱۹۳۳

جام حذفی آلمان
- ۱۹۷۹
- ۱۹۸۰